# 可展曲面
可展曲面是在其上每一点处高斯曲率为零的曲面。有一个一般性的定理表明：一片具有常数高斯曲率的曲面能够经弯曲（非拉伸、收缩、皱褶或撕裂）而变为任何一片具有相同常数高斯曲率的曲面。因为平面就是在每一点处高斯曲率为常数零的特殊曲面，所以每一点处曲率为零的任何一片曲面，能够经弯曲而展开成一片平面。这就是可展曲面这个术语所要表达的。另外，三维空间中可展曲面都是直纹曲面（反之不成立，三维空间中的双曲面是非可展的直纹曲面的例子），但是在高维空间中可以举出非直纹曲面的可展曲面的例子。

## 例子

三维的Oloid曲面

二维展开的Oloid曲面

- 平面是最简单的可展曲面。
- 柱面是可展曲面。
- 锥面（英语：Conical surface）是可展曲面。
- Oloid是可展曲面。

## 形成可展曲面的方式
- 弯曲一个已知的可展曲面，可以形成一个新的可展曲面。
- 任何一个单参数平面族所包络的曲面是可展曲面。并且命题的逆也成立：任意可展曲面都是某个单参数平面族所包络的曲面。（但是要注意，单参数直线族才描述所有的直纹曲面，而它们并不都是是可展曲面。）
- （一般情况下）空间曲线的切线族所描述的曲面是以这个空间曲线为边界的可展曲面。并且，不能以这样的方式获得的可展曲面仅仅还剩下锥面和柱面（平面可以视为特殊的柱面）。因此，这构成了可展曲面的一种分类（分为三类）。